# Лаллінг
Лаллінг (нім. Lalling) — громада в Німеччині, знаходиться в землі Баварія. Підпорядковується адміністративному округу Нижня Баварія. Входить до складу району Деггендорф. Центр об'єднання громад Лаллінг.
Площа — 27,94 км2. Населення становить 1547 ос. (станом на 31 грудня 2020).